# 明朝午門血案
明朝午門血案，是發生在明朝正統十四年八月癸酉（1449年9月12日，明英宗正統十四年八月廿六日）北直隸京師午門的一宗血案，此案為朝廷官員在未經許可的情況下，當著監國郕王朱祁钰的面，錘死锦衣卫指揮同知马顺等三人，此血案為明朝歷史上唯一的朝堂鬥毆事件。因兵部侍郎于謙的急中生智，參與此事的官員均沒有受到懲罰。

## 背景
明朝正統十四年八月，明英宗在王振的慫恿下，親征蒙古瓦剌，在土木堡被圍俘虜，明廷精銳盡喪，随行百官殞命。瓦剌也先乘勢進入明朝內地，圍困北京城。監國郕王朱祁钰召集群臣在一邊籌畫備戰方略同時，明朝廷臣呼籲嚴懲土木之變禍首王振及其餘黨的行動也開展。

## 經過
同年八月癸酉，郕王朱祁钰攝朝朝议时，右都御史陳鎰上奏请求诛杀王振全族，並稱：「振傾危宗社，請滅族以安人心。若不奉詔，群臣死不敢退。」其上奏同時痛哭，廷臣一時纷纷响应。朱祁钰无法做决定，于是下令擇時改議，廷臣则抗议不依。朱祁钰一時恐懼，將站起離去，內使將關門，眾臣隨後擁入。朱祁钰只得下令籍沒王振家，并遣錦衣衛指揮馬順前往。眾人稱：“馬順是王振黨羽，應當遣都御史陳鎰。” 當時太監金英傳旨，令百官退下。眾人卻欲毆打金英，金英脫身而入。
這時，都指挥同知馬順站出叱斥百官，户科给事中王竑突然站起帶頭在朝廷上猛击馬順，并咬下其面，稱：“馬順過去藉助王振的威嚴作惡，如今已至此，你還不知道恐懼么！”於是众臣纷纷跟随，馬順當即斃命。眾人又向郕王朱祁钰索要王振黨羽毛貴、王長兩人，金英於是將兩人踢出，隨即兩人被群臣群毆致死。一些大臣竟將三具屍體掛到東安門上，軍人士兵看到后爭相擊打不止。之後，逮捕王振姪錦衣衛指揮王山，反接跪於朝廷上，大臣紛紛唾駡他。至此一時血濺朝堂，而士卒亦聲洶欲誅，朝廷禮儀頓時不復存在。百官們雖然毆打殺死馬順，也感到恐懼不能自安。
郕王朱祁钰看後也大惧，欲起身离去。這時，兵部侍郎于謙挤到郕王身前，扶臂勸導道：“殿下勿走。马顺等人罪当死，不殺不足以泄眾人憤怒。況且群臣心為社稷，沒有其他想法，请不要追罪于各位大臣。”众人听后方止，而此时于谦的袍袖已经裂开。郕王朱祁钰为于谦所執，被逼從其所令，降令旨獎諭百官歸蒞事，馬順罪應死，不再追論。眾人拜謝后離出。
于謙在退出左掖門时，吏部尚書王直握着他的手叹道：“国家正是倚仗您的時候。今天这样的情况，即使是一百个王直也处理不了啊！”。

## 結果
此後，陳鎰奉令旨，籍王振並其黨羽彭德清等家。振第宅數處，壯麗擬宸居，器服珍玩，尚方不及，玉盤徑尺者十面，珊瑚高者七八尺，金銀十餘庫，馬萬餘匹，均歸國庫。其侄王山在集市中凌遲而死，王振全族無論老少全部斬首。太后命于謙為兵部尚書，清理王振餘黨后，明朝官員全部一心回到京師保衛戰的籌備工作中，并最終獲得此役勝利。

## 外部連結
- 马顺——朝堂上被群殴打死的锦衣卫指挥使-北京法院网 （页面存档备份，存于）